# ピナ川 (ベラルーシ)
ピナ川（ピナがわ、ベラルーシ語: Піна）は、ベラルーシ・ブレスト州ピンスク地区(be)を流れるプリピャチ川左岸の支流である。流域の都市にはピンスクがある。

## 自然地理
全長40km、流域面積2460km²。流路はわずかに湾曲し、川幅は35 - 45mである。川岸は低く、所々に湿地が形成されている。また、水位が低下する時期(ru)にはピンスク付近で逆流現象が観測される。
支流
流路の右岸は数本の運河に接続しており、左岸にはニャスルハ川(ru)、ストルハ川が流れ込む。

## 開発
ピナ川はドニャプロ-ブフ（ドニエプル-ブク）運河に接続している。流域のピンスクには河川港がある。また、ピンスク付近では工業排水からの汚染が確認されている。
流路途上のパレッセ（ポリーシャ / ポレシエ）低地(be)では集水施設が配置されている。また、建設期、ドニャプロ-ブフ運河の修復という開発行為によって、川の上流域での流路の分断、かつての河口の遮断が行われ、水量が減少するという変遷の歴史を体験している。
ピンスクの水理学局では、1922年から河川の観測が行われている。